# 30e cérémonie des Goyas
La 30e cérémonie des Goyas (ou Premios Goya), organisée par l'Academia de las artes y las ciencias cinematográficas de España, a eu lieu le 6 février 2016 au Palais municipal des congrès de Madrid et a récompensé les films sortis en 2015.

## Palmarès

### Meilleur film
- Truman
  - A cambio de nada
  - La novia
  - Personne n'attend la nuit (Nadie quiere la noche)
  - Un jour comme un autre (Un día perfecto)

### Meilleur réalisateur
- Cesc Gay pour Truman
  - Paula Ortiz pour La novia
  - Isabel Coixet pour Personne n'attend la nuit (Nadie quiere la noche)
  - Fernando León de Aranoa pour Un jour comme un autre (Un día perfecto)

### Meilleur acteur
- Ricardo Darín pour Truman
  - Pedro Casablanc pour B, la película
  - Luis Tosar pour El desconocido (Appel inconnu)
  - Asier Etxeandia pour La novia

### Meilleure actrice
- Natalia de Molina pour Techo y comida
  - Inma Cuesta pour La novia
  - Penélope Cruz pour ma ma
  - Juliette Binoche pour Personne n'attend la nuit (Nadie quiere la noche)

### Meilleur acteur dans un second rôle
- Javier Cámara pour Truman
  - Felipe García Vélez pour A cambio de nada
  - Manolo Solo pour B, la película
  - Tim Robbins pour Un jour comme un autre (Un día perfecto)

### Meilleure actrice dans un second rôle
- Luisa Gavasa pour La novia
  - Elvira Mínguez pour El desconocido (Appel inconnu)
  - Marian Álvarez pour Felices 140
  - Nora Navas pour Felices 140

### Meilleur espoir masculin
- Miguel Herrán pour A cambio de nada
  - Manuel Burque pour Requisitos para ser una persona normal
  - Fernando Colomo pour Isla bonita
  - Álex García Fernández pour La novia

### Meilleur espoir féminin
- Irene Escolar pour Un otoño sin Berlín
  - Antonia Guzmán pour A cambio de nada
  - Iraia Elias pour Amama
  - Yordanka Ariosa pour El rey de La Habana

### Meilleur scénario original
- Cesc Gay et Tomàs Aragay pour Truman
  - Daniel Guzmán pour A cambio de nada
  - Alberto Marini pour El desconocido (Appel inconnu)
  - Borja Cobeaga pour Negociador

### Meilleur scénario adapté
- Fernando León de Aranoa pour Un jour comme un autre (Un día perfecto)
  - David Ilundain pour B, la película
  - Agustí Villaronga pour El rey de La Habana
  - Javier García Arredondo et Paula Ortiz pour La novia

### Meilleure direction artistique
- Antón Laguna pour Palmiers dans la neige (Palmeras en la nieve)
  - Jesús Bosqued Maté et Pilar Quintana pour La novia
  - Arturo García “Biaffra” et José Luis Arrizabalaga “Arri” pour Mi gran noche
  - Alain Bainée pour Personne n'attend la nuit (Nadie quiere la noche)

### Meilleur nouveau réalisateur
- Daniel Guzmán pour A cambio de nada
  - Dani de la Torre pour El desconocido (Appel inconnu)
  - Leticia Dolera pour Requisitos para ser una persona normal
  - Juan Miguel del Castillo pour Techo y comida

### Meilleurs costumes
- Clara Bilbao pour Personne n'attend la nuit (Nadie quiere la noche)

### Meilleurs maquillages et coiffures
- Pablo Perona, Paco Rodríguez H. et Sylvie Imbert  pour Personne n'attend la nuit (Nadie quiere la noche)

### Meilleure photographie
- Miguel Ángel Amoedo pour La novia
  - Josep María Civit pour El rey de La Habana
  - Jean Claude Larrieu pour Personne n'attend la nuit (Nadie quiere la noche)
  - Álex Catalán pour Un jour comme un autre (Un día perfecto)

### Meilleur montage
- Jorge Coira pour El desconocido (Appel inconnu)
  - David Gallart pour Requisitos para ser una persona normal
  - Pablo Barbieri pour Truman
  - Nacho Ruiz Capillas pour Un jour comme un autre (Un día perfecto)

### Meilleur son
- David Machado, Jaime Fernández et Nacho Arenas pour El desconocido (Appel inconnu)
  - Marc Orts, Oriol Tarragó et Sergio Bürmann pour Anacleto, agente secreto
  - Clemens Grulich, César Molina et Nacho Arenas pour La novia
  - David Rodríguez, Nicolás de Poulpiquet et Sergio Bürmann pour Mi gran noche

### Meilleurs effets visuels
- Lluís Castells et Lluis Rivera pour Anacleto, agente secreto

### Meilleure direction de production
- Andrés Santana et Marta Miró pour Personne n'attend la nuit (Nadie quiere la noche)

### Meilleure chanson originale
- Palmeras en la nieve de Lucas Vidal et Pablo Alborán pour Palmiers dans la neige (Palmeras en la nieve)

### Meilleure musique originale
- Lucas Vidal pour Personne n'attend la nuit (Nadie quiere la noche)
  - Santi Vega pour El teatro del más allá
  - Shigueru Umebayashi pour La novia
  - Alberto Iglesias pour ma ma

### Meilleur film européen
- Mustang de Deniz Gamze Ergüven  France- Allemagne- Turquie
  - Sur le chemin de l'école de Pascal Plisson  France
  - Léviathan d'Andreï Zviaguintsev  Russie
  - Macbeth de Justin Kurzel  Royaume-Uni

### Meilleur film étranger en langue espagnole
- El Clan de Pablo Trapero  Argentine
  - La once de Maite Alberdi  Chili
  - Magallanes de Salvador del Solar  Pérou
  - Vestido de novia de Marilyn Solaya  Cuba

### Goya d'honneur
- Mariano Ozores